# Ilaha Kadimova
Ilaha Kadimova (àzeri: İlahə Akif qızı Qədimova; nascuda el 5 de novembre de 1975) és una jugadora d'escacs de l'Azerbaidjan, que té el títol de Gran Mestre Femení des de 1994.

## Resultats destacats en competició
El 1990 es va proclamar campiona femenina de l'RSS de Belarús. El 1991 va guanyar el Campionat d'Europa sub-16 femení, a Mamaia.
Va guanyar el Campionat del món femení sub-18 dues vegades consecutives, el 1992 a Duisburg i el 1993 a Bratislava. El 1992 formà part de l'equip femení azerbaidjanès que va obtenir la medalla de bronze al Campionat d'Europa per equips a Debrecen. El 1993 es proclamà Campiona d'Europa femenina juvenil a Vejen.